# Thracische Zee
De Thracische Zee (Nieuwgrieks: Θρακική θάλασσα, Thrakikí thálassais) een zee op de grens van Griekenland en Turkije. De naam van de randzee verwijst naar het volk, de Thraciërs, die ten noorden van de zee leefden. De zee beslaat het noordelijke deel van de Egeïsche Zee, grenst in het noorden aan Oost-Macedonië en Thracië, in het oosten aan Gallipoli, in het zuiden aan de Egeïsche Zee en in het westen aan Chalcidice. De eilanden in de zee zijn: Thasos, Samothrake, Gökçeada en Tenedos. De laatste twee eilanden staan onder Turks bestuur.